# Christiane Schreiber
Edele Christiane Margrethe Schreiber (Voss, 4 de outubro de 1822 - Oslo, 23 de novembro de 1898) foi uma pintora norueguesa, conhecida principalmente por seus retratos.

## Biografia
Seu pai, Peter August Schreiber (1788-1865), era originalmente de Roskilde, Dinamarca, e veio para a Noruega como oficial militar. Sua mãe, Christiane Margrethe Jersin, era filha do ministro norueguês, Georg Burchard Jersin. Ela se mudou com sua família para Bergen em 1832 e mais tarde para Stavanger, onde seu pai se tornou um agente alfandegário. Em 1852, ela foi para Copenhague e foi aprendiz de Jørgen Roed.